# Rogožarski SIM-VI
Rogožarski SIM-VI (srbsky: Рогожарски СИМ-VI) byl jednomotorový, dvoumístný dolnoplošník navržený jako cvičný letoun v Jugoslávii před druhou světovou válkou. Byl navržen a postaven v bělehradské továrně Prva Srpska Fabrika Aeroplana Živojin Rogožarski.

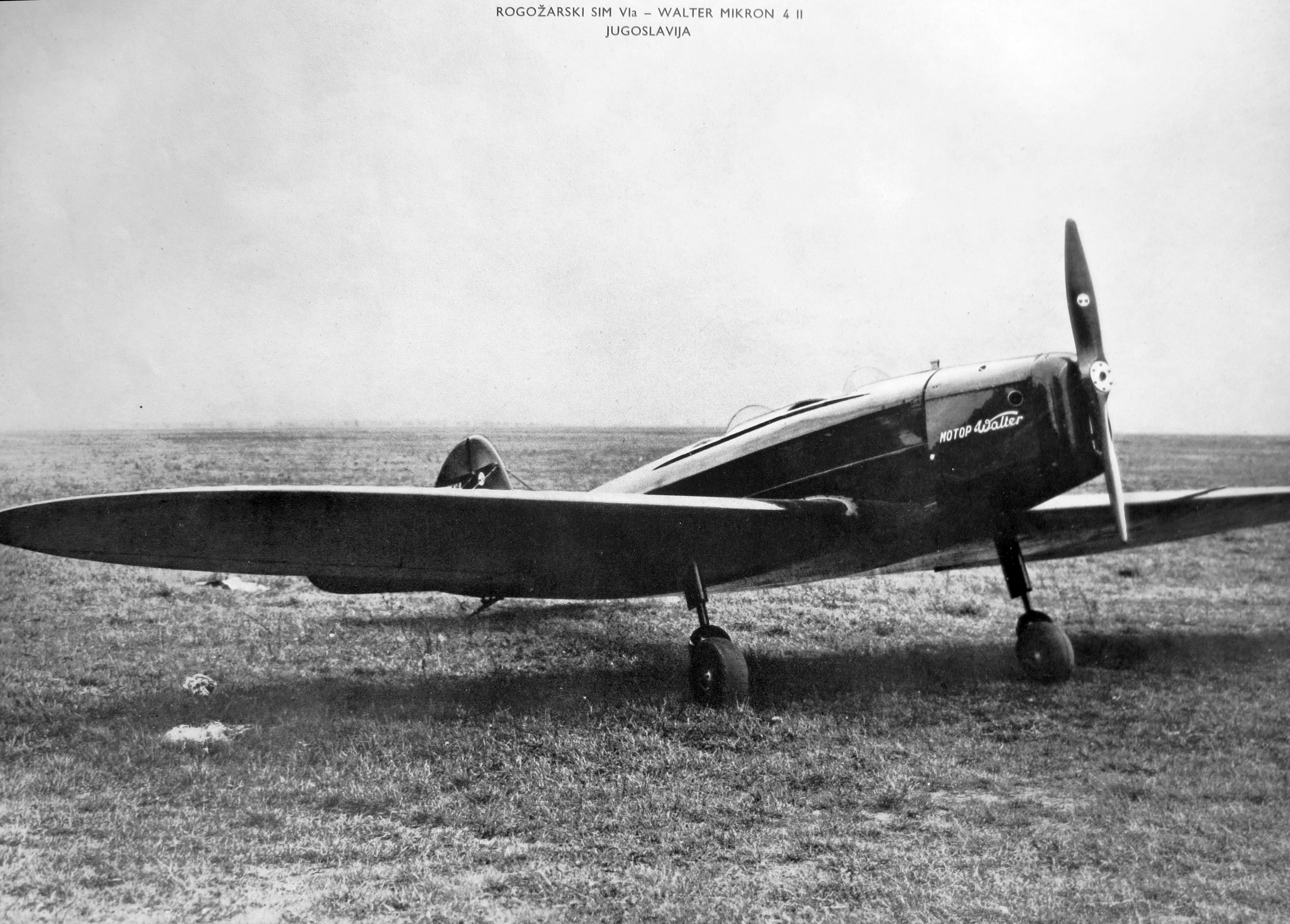
Walter Mikron 4-II a Rogožarski SIM-VIa

## Vznik a vývoj
Letoun SIM-VI byl navržen inženýrem Simou Milutinovičem, konstruktérem a technicko-výrobním ředitelem firmy Rogožarski v letech 1935–1941, na počátku 30. let jako levné, cvičné letadlo s cílem usnadnit a levně provozovat výcvik pilotů a současně by umožnilo popularizaci a rozšíření jugoslávského sportovního letectví. Projekt byl pozastaven až do roku 1936, kdy byly vytvořeny podmínky pro stavbu prototypu. První zkušební let se uskutečnil až v roce 1937, přestože letadlo bylo zavedeno do leteckého rejstříku již v roce 1936 pod imatrikulací YU-PDX.
Ihned po dokončení letových zkoušek SIM-VI provedl Milutinovič další úpravy, takže na konci roku 1937 měl Rogožarski novou variantu tohoto letounu, která byla označena SIM-VIa. Druhý letoun získal imatrikulaci počátkem v roce 1938 a létal s označením YU-PEZ.

## Popis letounu
Letadlo bylo určeno pro civilní použití, pro výcvik sportovních pilotů, demonstrační lety a cestování. Bylo to lehké školní a sportovní letadlo, samonosný dolnokřídlý jednoplošník. Dominantně použitým materiálem na křídlo a trup bylo dřevo. Lichoběžníkové křídlo se zaoblenými konci mělo tenký profil, který se směrem k okrajům snižoval. Bylo potaženo částečně dýhou, částečně plátnem. Na každé straně byla křídla potažena lisovanými drátěnými pásky. V trupu, potaženém dýhou, byla dvě sedadla v tandemovém uspořádání, zadní pro pilota, přední pro žáka. Přední sedadlo bylo umístěno přesně v těžišti letadla. Řízení letounu bylo pro výcvikové účely zdvojené.
Kormidla byla svařena z ocelových trubek a potažena plátnem. Vodicí plochy byly dřevěné a vyztuženy navzájem dvojitými profilovými dráty. Všechny části řídicího ústrojí i kormidla byla uložena na kuličkových ložiskách. Podvozek tvořily dvě samonosné nohy, upevněné na předním podélníku křídla. Každá noha se skládala ze dvou částí, z nichž horní obsahovala sloupec pružících gumových kroužků; dolní část se při pérování zasouvala do horní části a nesla ve svém spodním rozvidleném konci kolo s nízkotlakou pneumatikou.

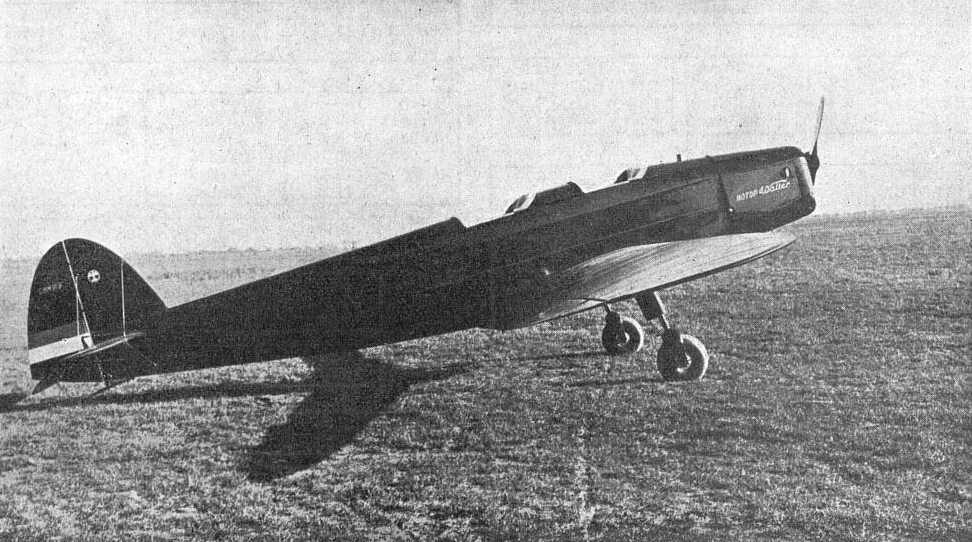
Rogožarski SIM-VIa a motor Walter Mikron 4-II

Zvýšení výkonu motoru u varianty SIM-VIa vyžadovalo posílení základní konstrukce letounu, kterou Milutinovič využill k obecnému zlepšení vlastností letadla. Relativní tloušťka křídla byla zvýšena ze 6 % na 15 %, což posílilo křídla a bylo možné odstranit vyztužující drátěné pásky. U tohoto modelu byla křídla pokryta lepenkou do poloviny délky namísto plátna, což vedlo ke zlepšení celkové tuhosti letadla. To také umožnilo vylepšit podvozek a aerodynamické vlastnosti, zatímco hmotnost se jen mírně zvýšila (o 15 kg).
Motor byl zavěšen pružně na loži z ocelových trubek. Spádová palivová nádržka o obsahu 60 litrů byla umístěna v klenbě trupu před předním sedadlem, olejová nádržka o obsahu 8 litrů dole za motorem.

## Použití
Po úspěšném testování a registraci byl letoun SIM-VI zakoupen Ústřední správou Aero Clubu, který ji použil při leteckých výstavách a pro výcvik sportovních pilotů. Letadlo se nedostalo do sériové výroby, protože nemohlo být použito na menších a nedostatečně vybavených letištích existujících ve středním Srbsku.
Letové testy, které byly provedeny na letišti Zemun, prokázaly, že SIM-VIa měl o něco lepší výkon než jeho předchůdce a byl lepší i v letových vlastnostech. I druhý letoun byl zakoupen Ústřední správou Aero Clubu. Letadlo bylo používáno až do začátku dubnové války v roce 1941 na sportovních soutěžích, pro výcvik pilotů a bylo vystavováno i na leteckých výstavách. Piloti, kteří létali s tímto letadlem, prohlašovali, že letadlo bylo snadno ovladatelné a dobře "létatelné". Přesto ani tato upravená verze SIM-VIa navzdory dobrým vlastnostem a relativně nízkým výrobním nákladům se nedostala do sériové výroby, protože nebyl prolomen tradiční empirický přístup (jen robustní a výkonné letadlo je dobré letadlo).

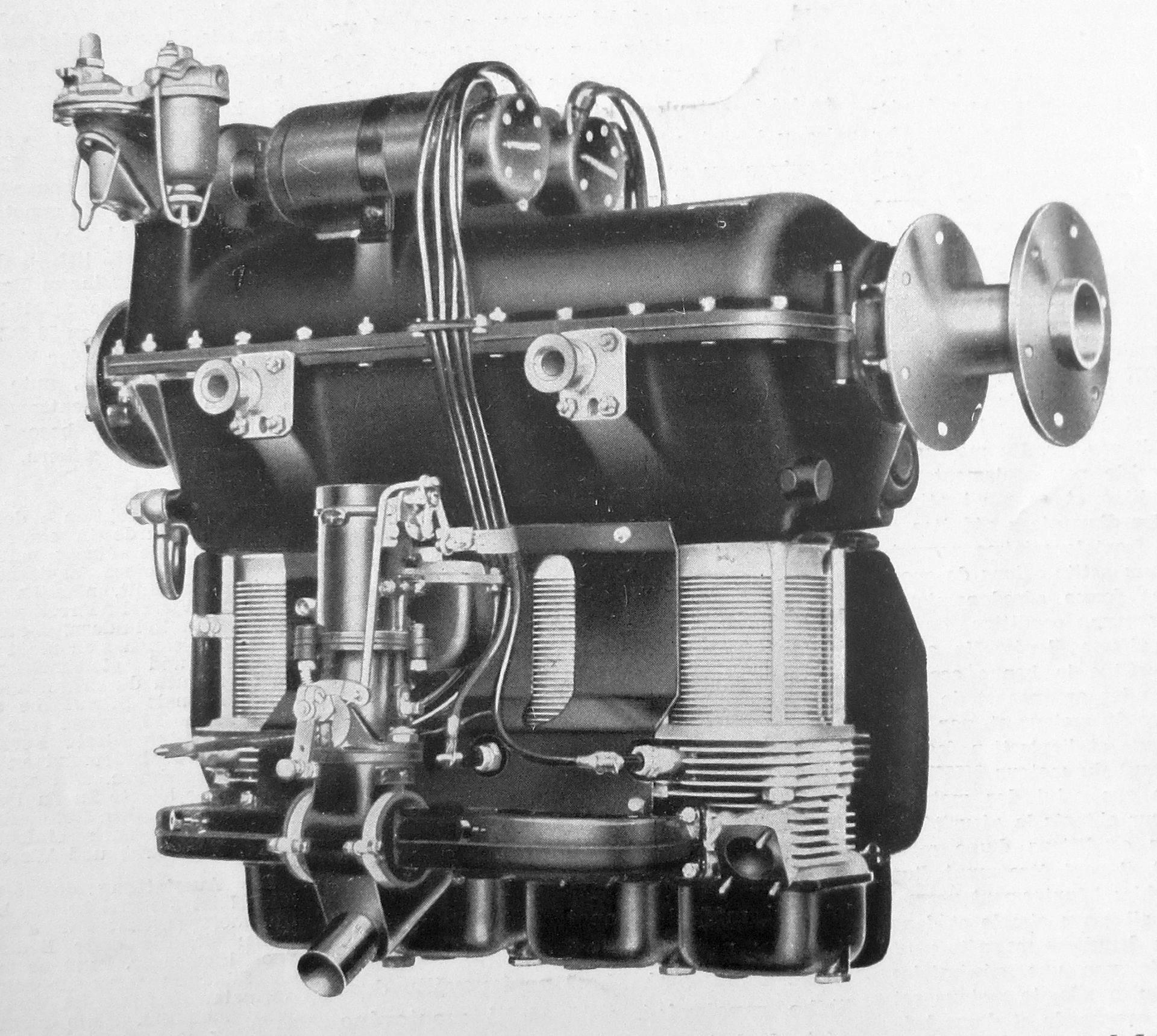
Walter Mikron I (1934)

Pilot a inženýr Milivoj Arsenijevič pilotoval na přelomu srpna a září toto letadlo v Letecké soutěži státy Malé dohody 1938. Během soutěže letadlo uletělo asi 3 274 km a dosáhlo průměrné rychlosti 151,01 km/h. Arsenijevič obsadil v kategorii IA celkově 8. místo.
Těsně před vypuknutím dubnové války bylo jedno letadlo zařazeno do Jugoslávského královského letectva jako kurýrní letadlo, ale bylo zničeno během německého bombardování letiště Lazarevac 7. dubna 1941.

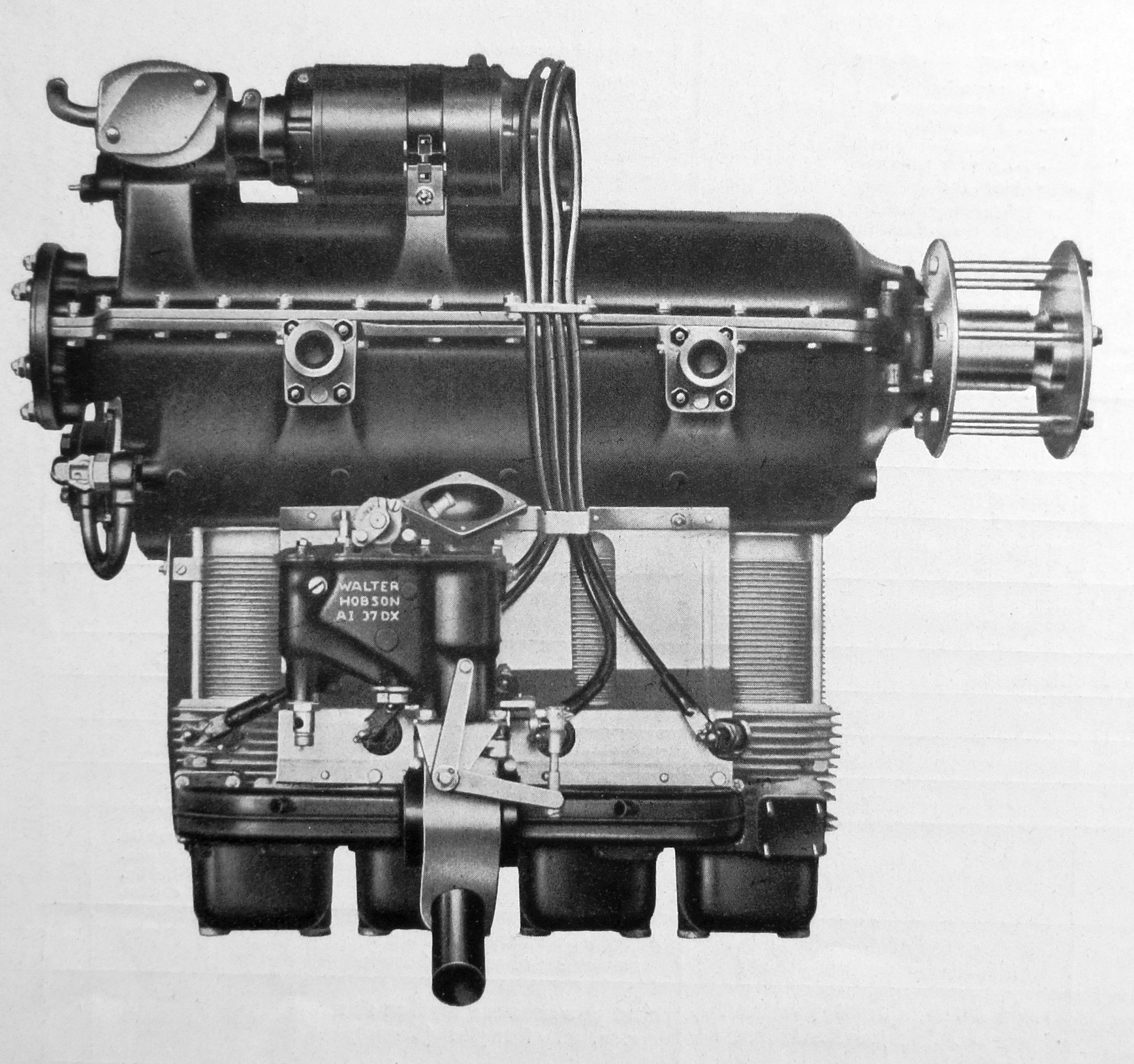
Walter Mikron 4-II (1936)

## Varianty
Rogožarski SIM-VI
Varianta s motorem Walter Mikron I o výkonech: jmenovitý, nominální – 36,8 kW / 50 k při 2550 ot/min, vzletový, maximální výkon – 39,7 kW / 54 k při 2800 ot/min
Rogožarski SIM-VIa
Druhá varianta s upraveným profilem křídla, rozpětím zkráceným o 10 cm, prodlouženým trupem o 11 cm a s motorem Walter Mikron 4-II o výkonech: jmenovitý, nominální – 44,1 kW / 60 k při 2600 ot/min, vzletový, maximální výkon – 45,6 kW / 62 k při 2800 ot/min

## Uživatelé
- Království Srbů, Chorvatů a Slovinců
  - Jugoslávský Královský Aero Club (Yug. Royal Aero Club)
  - Jugoslávské královské letectvo

## Specifikace
Údaje pro SIM-VIa dle

### Technické údaje
- Posádka: 2
- Rozpětí: 9,40 m
- Délka: 7,16 m
- Výška: 2,20 mm
- Nosná plocha: 14,60 m2
- Plošné zatížení: 35,5 kg/m2
- Hmotnost prázdného letounu: 315 kg
- Vzletová hmotnost: 515 kg
- Pohonná jednotka: vzduchem chlazený invertní čtyřválcový řadový motor Walter Mikron
- Vrtule: dvoulistá dřevěná s pevnými listy

### Výkony
- Maximální rychlost: 160 km/h
- Cestovní rychlost: 120 km/h
- Nejmenší rychlost: 70 km/h
- Dostup: 5 000 m
- Dolet: 720 km